# لشکرکشی مسیر کوکودا
لشکرکشی مسیر کوکودا (انگلیسی: Kokoda Track campaign) یکی از لشکرکشی‌های جنگ اقیانوس آرام بود.